# Söder om landsvägen
Söder om landsvägen är en svensk film från 1936 i regi av Gideon Wahlberg.

## Handling
Landsfiskalen får Edvard Månsson att skriva på ett papper där han lovar att betala sonens studieskulder, pengar som landsfiskalen står för. Sedan går han till Edvards dotter och hotar med att driva in skulden om hon inte gifter sig med honom. Hon tackar nej eftersom hon redan är kär i en flygare (Arne) som har nödlandat på Edvards åker. Det utlyses auktion på gården för att skulden ska betalas. Edvard och Arne åker då till Arnes mor och far för att låna pengar och på så sätt rädda gården.

## Om filmen
Filmen är inspelad den 4 augusti–29 oktober 1936 i ateljé i Sundbyberg samt på ett flertal platser i Skåne. Den hade premiär den 26 december 1936 och är barntillåten. Den har även visats ett otal gånger på SVT genom åren. Filmen innehåller flera sångnummer. "Jag har bott vid en landsväg" är dock med i Kalle på Spången.

## Rollista (urval)
- Edvard Persson - Edvard Månsson, hemmansägare
- Fritiof Billquist - Måns Månsson, hans son
- Inga-Bodil Vetterlund - Inga Månsson, hans dotter
- Alfhild Degerberg - gammelpigan
- Mim Ekelund - Karna, piga
- Benkt-Åke Benktsson - Truls, dräng
- Holger Sjöberg - Elof, dräng
- Nils Wahlbom - Isidor, professorn
- Agda Helin - Maggie Andersson, lärarinna
- Helge Mauritz - Aron Levander, landsfiskal
- Georg af Klercker - direktör Gustav Berghammar, godsägare
- Nils Ekman - Arne, flygare
- Olov Wigren - Ivar, tjuven
- John Degerberg - fjärdingsmannen

### Ej krediterade (urval)
- Margit Andelius - Måns inackorderingstant
- Lisa Wirström - Sofi, professorns husa
- Carl Reinholdz - dräng
- Erik Forslund - dräng
- John Norrman - veterinären
- Astrid Bodin - piga
- Olle Janson - student
- Stig Leirup - student
- Johan Jönsson - postman

## Musik i filmen
- Skåneidyller, text, musik och sång Edvard Persson
- Sjungom studentens lyckliga dag, musik Gustav Bernadotte, text Herman Sätherberg, sång Fritiof Billquist
- Skördevisa, musik Erik Baumann, instrumental
- Skånsk dragontrall, musik Sam Rydberg, instrumental
- Gökvalsen, musik Emanuel Jonasson, instrumental
- Skånevisa, text och musik Erik Ahlberg, sång Edvard Persson
- Skåningen och stoppen, musik Nathan Görling, instrumental
- Bordsvisa, text och musik Carl Romanus, sång Edvard Persson
- Gillesjazz, musik Edvin Lindberg, instrumental
- Schottis, musik Edvin Lindberg, instrumental
- Valborgsmässovals, musik Edvin Lindberg, instrumental
- Aftonsång, musik Alfred Berg, instrumental
- En midsommarnattsdröm. Bröllopsmarsch, musik Felix Mendelssohn-Bartholdy, instrumental

## DVD
Filmen gavs ut på DVD 2016.